# El mejor jugador
El mejor jugador (en inglés: Best Player) es una película de televisión de 2011 protagonizada por Jerry Trainor como Quincy "Q" Johnson y Jennette McCurdy como Chris "Prodigy" Saunders, dos estrellas de la exitosa serie de Nickelodeon, iCarly. El rodaje comenzó el 24 de octubre de 2009 en Vancouver, Canadá y finalizó el 18 de noviembre de ese año. La promoción fue lanzada el 12 de febrero de 2011. La película se estrenó en Nickelodeon el 12 de marzo de 2011 y en Latinoamérica se estrenó el 18 de agosto de 2011.

## Sinopsis
Quincy Johnson (Jerry Trainor) es un jugador adulto que vive en casa con sus padres. Quincy es conocido en la comunidad de jugadores por sus muchos premios y récords mundiales. Para disgusto de Quincy, sus padres deciden vender su casa, es decir, Quincy tendrá que encontrar un nuevo lugar de residencia. Quincy decide comprar la casa de sus padres pero ellos le piden $175.000 para su pago inicial. Un amigo de Quincy llamado Wendell (Amir Talai) le habla sobre un torneo de videojuegos llamado "Agujero Negro" cuyo premio al primer lugar son $175.500. Quincy comienza la práctica para el torneo con un avatar llamado Q, pero se encuentra con un jugador llamado Prodigy al que no puede derrotar. Quincy y Wendell deciden averiguar quién es Prodigy para asegurar que tienen posibilidades de que Q gane el torneo.
Wendell averigua donde se encuentra la casa de Prodigy y lleva a Quincy y este se hace pasar por la pareja de internet de la madre de Prodigy, Tracy (Janet Varney). Prodigy resulta ser una chica de secundaria llamada Christina Saunders (Jennette McCurdy). Tracy le cuenta a Quincy que si su hija sacaba una mala nota le quitaría los videojuegos, así que Quincy fue a la escuela de Chris y se hace pasar por el profesor de economía del hogar de Chris, también conoce a Sheldon (Nick Benson), un joven nerd que está atraído por Chris pero ella lo rechaza. Chris va a la clase de ciencias, y debe ser la primera en presentar su proyecto, el cual Quincy y Wendell habían manipulado y saboteado para que fallara, pero en lugar de que el proyecto de ciencias empeorara la calificación de Chris esta logra obtener un 10 cerrado.
Chris se regodea con Quincy sobre los 175.500 dólares que planea ganar en el torneo del "Agujero Negro". Para poder entrar al torneo el jugador debe obtener una puntuación de más de 100.000 puntos. Tracy invita a cenar a Quincy mientras Wendell intenta sabotear a Chris para que no califique. Aun así Chris logra calificar, y cuando Quincy se entera de esto, se regresa a casa de Wendell ya que solo quedaban 14 minutos para lograr calificar en el juego y entonces Wendell le dice a "Q" que ya calificó. A pesar de todo, Quincy comienza a sentirse atraído por Tracy.
Al haber calificado Quincy, piensa un nuevo plan, hacer que alguien lleve a Chris al baile ya que es el mismo día que el torneo y esto haría que Chris no participara. Primero trata de convencer a Sheldon de entrar en el equipo de fútbol, pero queda en ridículo cuando uno de los jugadores le hace calzón chino, así que lo convence de jugar videojuegos. Ash (Jean-Luc Bilodeau), invita a Chris al baile y esta acepta pero por descuido Quincy deja al descubierto que él también juega al mismo videojuego que Chris por lo tanto cuando Chris se entera de todo esto se enoja con Quincy y le dice que lo destruirá en la competencia, rechaza la invitación de Ash al baile para poder participar en el torneo y al mismo tiempo Tracy también se entera de todo esto y rompe con Quincy el cual se siente muy mal porqué el realmente se enamoró de ella, en ese momento 
Wendell le grita que ya no quiere ser su compañero y que el mismo va a ganar el torneo y lo saca de la casa entonces a Quincy le toca dormir en la calle.
Cuando están en el torneo "Q" es uno de los que lleva la delantera en el juego pero aun así este ayuda a Chris a ganar el torneo pero él es descalificado, por desgracia Chris queda en segundo lugar perdiendo contra Sheldon (el cual comienza a participar bajo el nombre de Shel-Shock). Al final Chris se va al baile con Ash la cual la pone muy emocionada, Tracy vuelve con Quincy quien ya no tiene que comprar la casa de sus padres y Sheldon gana el dinero y también el torneo.
La música de la película es de Big Time Rush.

## Reparto
- Jerry Trainor como Quincy Jonhson ¨Q¨.
- Jennette McCurdy como Chris Saunders "Prodigy".
- Amir Talai como Wendell.
- Janet Varney como Tracy Saunders.
- Nick Benson como Sheldon "Shel-Shock".
- Jean-Luc Bilodeau como Ash.
- Calum Worthy como Zastrow.
- Robert Capron como Laser Tag Boy.
- Julia Maxwell como Cindy.
- Matt Shively como Jack Matt.
- Malcolm Stewart como Sr. Johnson
- Gabrielle Rose como Sra. Johnson
- Dan Joffre como Sr. Ingleby
- Halle Berry
- Ruben Álvarez como Director.

## Curiosidades
- En la película se pueden escuchar las canciones "City is Ours" y "Big Night" de Big Time Rush.
- En la película hace referencias a algunos juegos, cómo por ejemplo, The House of the Dead 3.
- Karissa Tynes y Jean-Luc Bilodeau participaron en otra película juntos llamado 16 Deseos

- Datos: Q468485